# Богородское (Оренбургская область)
Богородское — село в Шарлыкском районе Оренбургской области, административный центр Богородского сельсовета.

## Описание села
Село Богородское находится в западной части Богородского сельсовета, в юго-восточной части граница населённого пункта идёт вдоль реки Тельгаза, по середине, через деревню проходит дорога, ведущая в село Романовка.
В селе есть две основные улицы: Молодёжная и Центральная, первая идёт из севера на юг, вторая же начинается из Молодёжной, а в северной части распадается на несколько переулков.
В Богородском селе есть магазин, медцентр, школа, церковь и кладбище, большая часть этих объектов находится в центральной части села.

## История села
В 1848 году на берегах реки Тельгаза появились переселенцы из Курской и Тамбовской губерний, новосёлы были довольны наличием плодородных степей, распаханная, ранее не использовавшаяся земля давала хорошие урожаи. До них эти территории принадлежали башкирам и татарам, поэтому названия холмов, ручьёв и лугов тюркского происхождения. Изначально село состояло из двух деревень: Богородского и Богослава.

## Население
| 2010 |
| ---- |
| 382  |